# Bina (Khojavend)
Pour les articles homonymes, voir Toumi, Toumi   (homonymie), Bina et Bina (homonymie).
Bina est un village d'Azerbaïdjan faisant partie du raion de Khojavend. Elle fut jusqu'en 2020, une communauté rurale de la région de Hadrout, au Haut-Karabagh, sous le nom de Toumi (en arménien Տումի). La population s'élevait à 752 habitants en 2005.